# Louis Armstrong Stadium

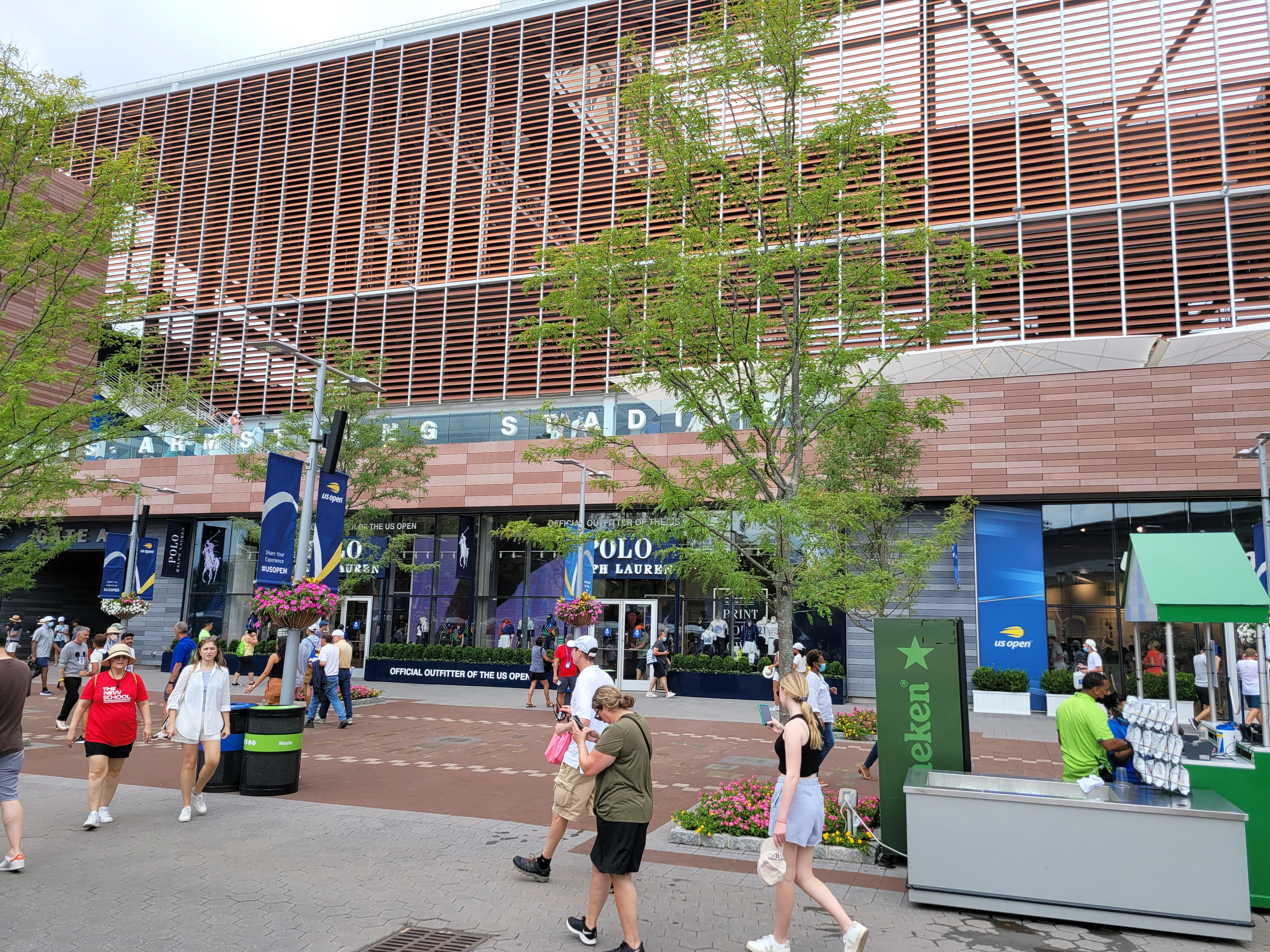
Fasáda stadionu

Louis Armstrong Stadium je tenisový stadion v Národním tenisovém centru Billie Jean Kingové, nacházející se ve Flushing Meadows newyorského obvodu Queens.
Otevřen byl v srpnu 2018 jako druhý největší dvorec areálu, na němž se každoročně odehrává závěrečný grandslam sezóny US Open. S kapacitou 14 053 sedících diváků představuje největší grandslamovou dvojku. Na kurtu je položen tvrdý povrch Laykold. Do roku 2019 se hrálo na akrylátovém DecoTurfu. Pojmenování nese po afroamerickém jazzovém hudebníkovi Louisi Armstrongovi.
Stadion má zatahovací střechu. Nahradil tak arénu téhož jména, která byla na stejném místě stržena během října a listopadu 2016.

## Výstavba
V listopadu 2010 Americký tenisový svaz schválil plán na demolici předchozího stadionu Louis Armstrong Stadium v newyorském Flushing Meadows a vybudování nového moderního dvorce téhož jména se zatahovací střechou. Architektonický návrh zpracovala detroitská firma Rossetti Architects a cena výstavby dosáhla částky půl miliardy dolarů. Design začal vznikat v říjnu 2014. Důraz byl kladen na terakotovou fasádu s mřížkovým vzorem umožňující přirozenou cirkulaci vzduchu na kurt a všechny tribuny, rovněž jako odrážení dešťové vody ze stěn budovy. Architekti Rossetti se v Národním tenisovém centru Billie Jean Kingové podíleli i na vzniku zatahovací střechy Arthur Ashe Stadium a v roce 2016 nově vystavěného třetího největšího dvorce areálu Grandstand Stadium, a to v rámci 25leté spolupráce s národním tenisovým svazem.

## Technické údaje
Stadion ležící na ploše 26 570 m2 disponuje třemi velkoplošnými obrazovkami, dvěma za základními čarami a jednou venkovní na fasádě, které zobrazují videopřenos a výsledek. Na fasádu bylo použito 14 250 terakotových mřížkových panelů. Maximální rychlost zatahování a otevírání střechy činí 40 km/h (25,0 mph). Plocha průzoru zcela otevřené střechy je 3 545 m2, což představuje více než osmnáct tenisových dvorců a celková plocha střechy činí 8 779 m2. Každý ze dvou zatahovacích panelů střechy má hmotnost 128,8 tuny a pohybuje se po ocelové kolejnici s průměrem kola 0,7 m. Výška od plochy dvorce k vrcholu střechy představuje 37,8 m. Do uliček na tribunách přiléhá 2 380 sedadel a celková kapacita arény je 14 053 sedících diváků.

## Historie
Prvním oficiálním zápasem se na dvorci stalo úvodní kolo ženské dvouhry US Open 2018, do něhož 27. srpna 2018 nastoupily rumunská světová jednička Simona Halepová a estonská 44. hráčka žebříčku Kaia Kanepiová, která zvítězila po dvousetovém průběhu. Rumunka se tak stala první nejvýše nasazenou hráčkou US Open v otevřené éře, která vypadla již v úvodním kole. V navazujícím duelu odehráli první mužské utkání Brit Andy Murray s Australanem Jamesem Duckworthem, jenž odešel poražen.

## Provizorní dvorec
Během US Open 2017, kdy probíhala výstavba Louis Armstrong Stadium, byl postaven provizorní kurt s kapacitou 8 800 míst na straně pokladny lístku demolovaného dvorce a při parkovacím stanovišti B u centrálního kurtu.